# Javier Pérez Pellón
Javier Pérez Pellón (Valladolid, 1 de enero de 1932-1 de noviembre de 2017) fue un periodista y reportero español.

## Trayectoria
Cursó estudios en la Universidad de Valladolid, donde desempeñó un papel relevante en el Sindicato Español Universitario. Sus inicios profesionales en el mundo del periodismo se sitúan en su Castilla natal, colaborando con el periódico local El Norte de Castilla.
Entrada la década de 1970 comienza su labor en televisión. Para TVE trabaja como reportero en diferentes programas como A toda plana, Mirada al Mundo, Y Siete, Doble Imagen y Los Reporteros. Durante esa etapa fue testigo de varios conflictos bélicos en Vietnam, Camboya o diversos puntos de África.
En 1977 fue nombrado corresponsal de TVE en Roma, y en 1983, tras el cese de Paloma Gómez Borrero, amplía su cobertura al incluir la Ciudad del Vaticano. Se mantuvo en el cargo hasta 1987.
Con posterioridad ha colaborado en medios escritos como El Mundo, ABC, Diario 16 o Estrella Digital.
Autor, entre otros, de los libros Wojtyla, el ultimo cruzado. Un papado medieval en el fin del milenio  (1994) y Oraciones para una guerra (2009).